# 代継橋
代継橋（よつぎばし）は、熊本県熊本市中央区の白川に架かる、国道266号（重複国道445号）の橋。右岸部分にある代継橋交差点は国道266号の終点であり、国道3号と接続している。

## 概要
橋の名称の由来は、左岸にあった代継宮から。発音は「よつぎはし」ともいうが、橋には「よつきはし」と書かれている。なお、代継宮は 熊本県熊本市北区龍田3丁目25-1 に移動した。
- 制限速度 - 40km/h
- 車線 - 4車線（一部6車線）
- 所在地
  - 右岸 - 熊本県熊本市中央区新鍛冶屋町、下通2丁目
  - 左岸 - 熊本県熊本市中央区本荘3丁目、5丁目
  - 地点 - 白川の河口から12.3km
- 構造 -
- 施工 -
- 橋長 - 111.5m
- 橋幅 -
- 橋脚 -
- 全体事業費 - 約22億円

## 歴史
- 1921年（大正10年）3月 - 最初の鉄筋コンクリート製の橋が完成。
- 1929年（昭和4年） - 熊本市電春竹線（辛島町停留場 - 南熊本駅）が開通。
- 1953年（昭和28年）6月26日の熊本大水害で流出。午後9時40分流失と記録される[1]。
- 同年8月 - 仮設橋完成。
- 1957年（昭和32年） - 鋼製の橋に架け替えられる。
- 1970年（昭和45年） - 熊本市電春竹線廃止。

その後、白川の河川改修（川幅拡張）が進められたが、橋の左岸部分だけが大きく張り出し、川の流れを妨げるような形状となっていた。
- 2005年（平成17年）3月 - 現在の橋が完成。
- 2006年（平成18年）12月 - 266号線、右岸、左岸ともに右折レーンを修正工事。

## 周辺
- シャワー通
- 熊本地域医療センター